# Fear of Fours
Fear of Fours è il secondo album discografico del gruppo musicale inglese Lamb, pubblicato il 17 maggio 1999.

## Tracce
1. Soft Mistake – 3:15
2. Little Things – 3:18
3. B Line – 2:51
4. [untitled] – 0:07
5. All in Your Hands – 4:38
6. Less Than Two – 1:18
7. Bonfire – 4:23
8. Ear Parcel – 7:54
9. Softly – 3:55
10. Here – 3:22
11. Fly – 5:14
12. Alien – 4:08
13. Five – 5:46
14. Lullaby – 2:56

## Curiosità
- Il titolo sta a significare "paura per i 4/4", un tipo di misura musicale, ossia "paura della regolarità".
- La traccia numero 4 non è inserita nella tracklist del CD, tuttavia nel disco si possono ascoltare, appunto come quarta traccia, 7 secondi conclusivi del brano precedente.
- Inoltre una versione alternativa di Lullaby si può trovare nel pregap della prima traccia.